# Ispra
Ispra – miejscowość i gmina we Włoszech, w regionie Lombardia, w prowincji Varese.

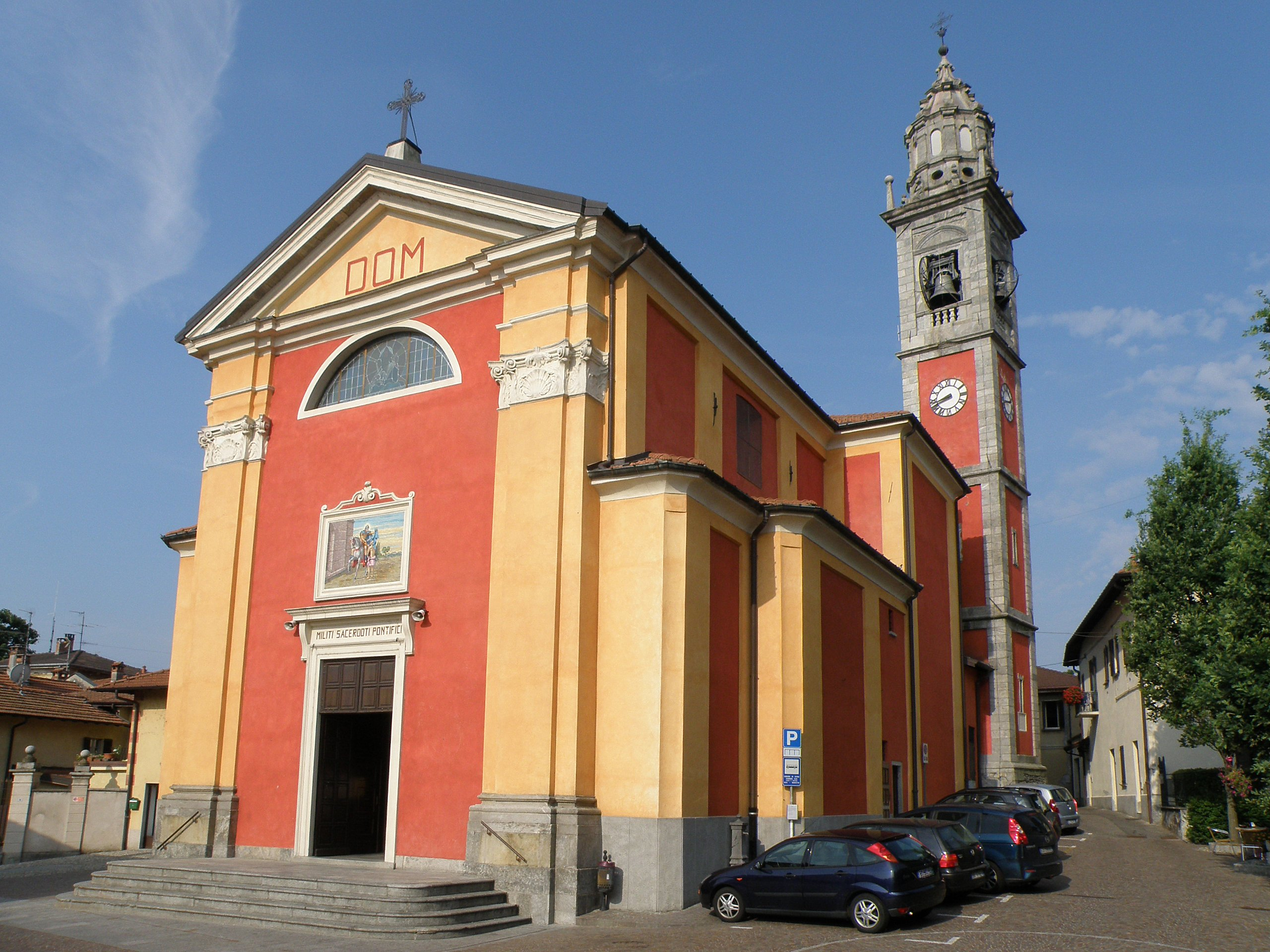
Kościół Świętego Marcina Biskupa w Isprze

Nazwa może pochodzić od łacińskiego przymiotnika hispida ('szorstka'), co ma nawiązywać do skalistego charakteru terenu, choć istnieją inne hipotezy co do etymologii.
Ispra położona jest w górzystej okolicy. Temperatury zimą spadają do -5 °C, a latem przekraczają 29 °C. Największe opady mają miejsce w maju, a najmniejsze zimą.
Za główną atrakcję turystyczną miejscowości uznawane jest położenie nad jeziorem Maggiore. Ponadto bywa ona punktem wypadowym do aktywności sportowej w Alpach. Prowadzi do niej linia kolejowa i linie promowe.
Ispra jest siedzibą trzech instytutów Wspólnego Centrum Badawczego Komisji Europejskiej: Instytutu Ochrony i Bezpieczeństwa Obywateli, Instytutu Ochrony Zdrowia i Konsumenta i Instytutu Środowiska i Zrównoważonego Rozwoju. Kampus w Isprze jest trzecim co do wielkości, po Brukseli i Luksemburgu, ośrodkiem Komisji Europejskiej. Liczy on 138 budynków położonych na 167 hektarach.
W Isprze znajduje się parafia katolicka pod wezwaniem Świętego Marcina Biskupa (San Martino Vescovio). Wspólnota luterańska Ispra-Varese ma siedzibę poza Isprą, w Caldanie koło Cocquio-Trevisago.